# Georgij Lvov
Furst Georgij Jevgenjevitj Lvov (ryska: Георгий Евгеньевич Львов), född 2 november (21 oktober enligt g.s.) 1861 i Dresden, Kungariket Sachsen (nu Tyskland) död 7 mars 1925 i Paris, Frankrike, var en rysk politiker verksam före och under ryska revolutionen. Han var Rysslands förste regeringschef efter kejsardömets fall, från 15 mars till 20 juli 1917.

## Biografi
Furst Lvov var en liberal politiker, medlem av duman för Kadettpartiet (konstitutionell-demokratiska partiet, K-D). Han framförde vid flera tillfällen krav på rysk författningsreform. Lvov var sedan 1914 även ordförande i zemstvo-förbundet och ledde där arbetet med understöd till sårade och invalidiserade soldater. Kadetterna hade kritiserat den ryska krigsledningen sedan 1915. När februarirevolutionen bröt ut i mars 1917 var det naturligt att de skulle leda den provisoriska regeringen. Uppdraget föll på furst Lvov som var väl ansedd i breda kretsar. Han blev även inrikesminister.
Lvovs regering misslyckades med att uppfylla folkliga krav som fred och jordreformer, vilket ledde till att radikalare krafter fick större inflytande i regeringen samtidigt som sovjeternas makt tilltog på regeringens bekostnad. Efter julidagarna avgick Lvov och Aleksandr Kerenskij bildade ny regering. I samband med oktoberrevolutionen 1917 fängslades Lvov. Han lyckades dock fly via USA till Frankrike och levde därefter till sin död i Paris.